# Lilium wenshanense
Lilium wenshanense (em chinês: 文山百合) é uma espécie de planta com flor, pertencente à família Liliaceae.
A planta é nativa da província de Yunnan na República da China, e floresce a uma altitude de 1 000 até 2 000 metros.